# Olivia Nobs
Pour les articles homonymes, voir Nobs.
Olivia Nobs, née le 18 novembre 1982 à La Chaux-de-Fonds, est une snowboardeuse suisse.

## Biographie
Au cours de sa carrière, elle fut médaillée d'argent de snowboardcross en 2009 à Gangwon (Corée du Sud) derrière la Norvégienne Helene Olafsen et devant sa compatriote Mellie Francon, et a remporté à trois reprises une épreuve de coupe du monde en snowboardcross, la première en 2002 à Bardonnèche (Italie), la seconde en 2003 à Berchtesgaden (Allemagne) et la dernière en 2003 à Arosa (Suisse). Elle compte au total sept podiums en coupe du monde (tous en snowboardcross). Elle a également participé aux jeux olympiques d'hiver de 2006 à Turin en prenant la 11e place, ainsi qu'à deux autres championnats du monde en 2003 à Kreischberg (Autriche) avec une 17e place et en 2005 à Whistler (Canada) avec une autre 17e place.

## Palmarès

### Jeux olympiques d'hiver
- Jeux olympiques d'hiver de 2006 à Turin (Italie) :
  - 11e en snowboardcross.
- Jeux olympiques d'hiver de 2010 à Vancouver (Canada) :
  -  Médaille de bronze en snowboardcross.

### Championnats du monde
- Championnats du monde 2009 à Gangwon (Corée du Sud) :
  -  Médaille d'argent en snowboardcross.

### Coupe du monde
- 7 podiums dont 3 victoires (tous en snowboardcross).